# Pierwszy nielegal
Pierwszy nielegal – pierwszy album muzyczny krakowskiego zespołu hip-hopowego Firma. Został wydany jako nielegal w 2001 roku, Do utworu pt. "Brat" został nagrany teledysk. Utwór pt. "Brat" znajduje się również na kolejnym albumie zespołu pt. "Z dedykacją dla ulicy".

## Lista utworów[2]
1. Brat
2. Co z Tego Masz
3. Kombinacje
4. PKN
5. Akcje Fachowe
6. Kiedyś
7. Wyprawa Nocna
8. Za Dużo